# كيت ويلكينسون
كيت ويلكينسون (بالإنجليزية: Kate Wilkinson)‏ هي ممثلة أمريكية، ولدت في 25 أكتوبر 1916 في نيويورك في الولايات المتحدة، وتوفيت في 9 فبراير 1993 في نيويورك في الولايات المتحدة.

## أعمال

### مسلسلات
- عالم آخر

## وصلات خارجية
- كيت ويلكينسون على موقع IMDb (الإنجليزية)
- كيت ويلكينسون على موقع قاعدة بيانات برودواي على الإنترنت (الإنجليزية)
- كيت ويلكينسون على موقع قاعدة بيانات الفيلم (الإنجليزية)